# Korkuteli (district)
Korkuteli is een Turks district in de provincie Antalya en telt 48.159 inwoners (2007). Het district heeft een oppervlakte van 2535,6 km². Hoofdplaats is Korkuteli.
De bevolkingsontwikkeling van het district is weergegeven in onderstaande tabel.
| 1997   | 2000   | 2007   |
| ------ | ------ | ------ |
| 50.065 | 51.580 | 48.159 |